# Paramesodes morowalae
Paramesodes morowalae är en insektsart som beskrevs av Wilson 1983. Paramesodes morowalae ingår i släktet Paramesodes och familjen dvärgstritar. Inga underarter finns listade i Catalogue of Life.